# دیووش (سرمسکا میتروویتسا)
دیووش (به لاتین: Divoš) یک منطقهٔ مسکونی در کرواسی است که در Sremska Mitrovica Municipality واقع شده‌است. دیووش ۱٬۵۸۵ نفر جمعیت دارد.